# Perry (Carolina del Sud)
Perry és una població dels Estats Units a l'estat de Carolina del Sud. Segons el cens del 2000 tenia 237 habitants.

## Demografia
Segons el cens del 2000, Perry tenia 237 habitants, 94 habitatges i 62 famílies. La densitat de població era de 76,9 habitants/km².
Dels 94 habitatges en un 34% hi vivien nens de menys de 18 anys, en un 38,3% hi vivien parelles casades, en un 23,4% dones solteres, i en un 33% no eren unitats familiars. En el 29,8% dels habitatges hi vivien persones soles el 7,4% de les quals corresponia a persones de 65 anys o més que vivien soles. El nombre mitjà de persones vivint en cada habitatge era de 2,52 i el nombre mitjà de persones que vivien en cada família era de 3,16.
Per edats la població es repartia de la següent manera: un 31,2% tenia menys de 18 anys, un 7,6% entre 18 i 24, un 27,4% entre 25 i 44, un 24,5% de 45 a 60 i un 9,3% 65 anys o més.
L'edat mediana era de 33 anys. Per cada 100 dones de 18 o més anys hi havia 79,1 homes.
La renda mediana per habitatge era de 23.750 $ i la renda mediana per família de 31.250 $. Els homes tenien una renda mediana de 30.625 $ mentre que les dones 23.000 $. La renda per capita de la població era de 13.171 $. Entorn del 27,1% de les famílies i el 30,4% de la població estaven per davall del llindar de pobresa.

## Poblacions més properes
El següent diagrama mostra les poblacions més properes.